# Antoni Vicenç Domènec
Antoni Vicenç Domènec (parròquia de Sant Gabriel de Grions, Principat de Catalunya, 1553 - Girona, 30 d'octubre del 1607) fou un historiador i dominic. La seva vida és glossada per Torras i Amat en el seu Diccionario crítico.
Nasqué en una família "honrada però pobra". Estudià teologia a Barcelona, després ensenyà gramàtica a Figueres per aconseguir sobreviure. Passà després a Roma per demanar dispensa o commutació del vot que havia fet d'entrar en algun orde religiós. Aconseguida aquesta, en tornar a Catalunya, sofrí una violenta borrasca en la qual tornà a renovar el mateix vot, que complí després d'arribar a Barcelona, entrant al Convent de Santa Caterina (Barcelona). Rebé l'hàbit de mans de Fr. Raimon Pasqual el 3 d'agost del 1580 als 27 anys. Fou nomenat després lector de filosofia i teologia del Convent de Llutxent (Regne de València), al capítol general de Roma de 1601; i en el 1605 el feren mestre. Recorregué quatre cops el Principat registrant arxius. El fruit dels seus viatges i treballs fou la història general que escrigué de les vides dels sants del Principat de Catalunya; havent registrat amb gran constància i molèsties els arxius de la província. Aquesta obra s'imprimí amb el títol de Flos sanctorum o Historia general de los santos y varones ilustres en santidad del principado de Cataluña (Barcelona, 1602), i es va reimprimir després a Girona l'any 1630 per Gaspar Garrich. Traduí del llatí al castellà les vides dels sants del seu orde escrites per Sant Antoní.
Els seus darrers anys tingué fama de taumaturg. Brillà amb tota sort de virtuts i Déu li concedí la virtut per a curar els malalts. Morí a Girona amb opinió de santedat a 1607 als 53 anys. No fou possible enterrar-lo fins després de tres dies per a satisfer la devoció de les gents que acudien a besar el seu cadàver.

## Obres
- Historia general de los santos y varones ilustres en santidad del Principado de Cataluña (1602)
- Historia de la vida y martirio de San German, Paulino, Iusto, y Scicio, catalanes del Empurdan (1645)
- Vida del gloriòs S. Sagimon martir y rey de Borgonya (entre 1770 i 1794)
- Vida, miracles y martiri del pagés sant del Vallés lo gloriós mártir y ditxós catalá Sant Madí  (publicat en 1879)